# Mukō
Mukō (jap. 向日市 Mukō-shi) – miasto w Japonii, na wyspie Honsiu, w prefekturze Kioto.

## Położenie
Miasto leży w środkowej części prefektury Kioto. Sąsiaduje z miastami: 
- Kioto
- Nagaokakyo

## Historia
Miasto powstało 1 października 1972 roku. 

## Miasta partnerskie
- Stany Zjednoczone: Saratoga w Kalifornii